# Lu Lan
Lu Lan (chin. upr. 卢兰, chin. trad. 盧蘭, pinyin Lú Lán; ur. 2 maja 1987 w Changzhou) – chińska badmintonistka, dwukrotna medalistka mistrzostw świata oraz dwukrotnie srebrna medalistka mistrzostw Azji.
Największym sukcesem badmintonistki jest złoty i brązowy medal mistrzostw świata w grze pojedynczej. Tytuł najlepszej zawodniczki zdobyła podczas turnieju w 2009 roku w Hajdarabad. Brązowy medal zdobyła w 2007 roku w stolicy Malezji. Na mistrzostwach Azji zdobyła dwa srebrne medale: w 2007 i 2011 roku.
Zwyciężczyni Polish Open w 2004 roku w grze pojedynczej.